# Francisco Denis
Francisco Denis Diez [alias Catalá] (León, 1898 - Sallent, 3 de junio de 1949) fue un sindicalista anarquista español, miembro de la Confederación Nacional de Trabajadores (CNT). 

## Biografía
Durante la Guerra Civil fue comisario del 482.º batallón de la 121.ª Brigada Mixta, que estaba integrada en la 26.ª División —antigua Columna Durruti—. En enero de 1939 fue herido en combate en Montsech, exiliándose en Francia al final del conflicto. 
Después regresó a España y estableció pasos seguros a través de los Pirineos en 1943 para los guerrilleros antifranquistas, que fueron usados entre otros por los grupos de Francisco Sabaté Llopart y Josep Lluís Facerías. En 1948 fue él quien evacuó por la frontera al doctor José Pujol Grúa, además de a Juan Cazorla Pedrero, Tomás Germinal Gracia Ibars y Facerías. En mayo de 1949 entró por última vez en España, siendo detenido el 3 de junio cerca de Gironella, siendo llevado al cuartel de la Guardia Civil de Sallent, donde se suicidó con cianuro para evitar delatar a sus compañeros.